# Liste der Mitglieder der Deutschen Akademie der Naturforscher Leopoldina/1783
Die Liste der Mitglieder der Deutschen Akademie der Naturforscher Leopoldina für 1783 enthält alle Personen, die im Jahr 1783 zum Mitglied ernannt wurden. Insgesamt gab es zwei neu gewählte Mitglieder.

## Mitglieder
| Nr. | Name                       | Beiname         | Geboren       | Aufnahme | Gestorben     | Bild            | Datenbank                  |
| --- | -------------------------- | --------------- | ------------- | -------- | ------------- | --------------- | -------------------------- |
| 865 | Christian Gottlieb Hofmann | Heraclianus IV. | 25. Apr. 1743 | 3. Feb.  | 11. Nov. 1797 |                 | Christian Gottlieb Hofmann |
| 866 | Richard Kirwan             | Ostanes         | 1. Aug. 1733  | 26. Mrz. | 22. Juni 1812 | Richard Kirwan. | Richard Kirwan             |

## Hinweis zu den Lebensdaten
In der Liste sind zunächst die Lebensdaten gemäß Archiv der Leopoldina aufgenommen. Diese beziehen sich auf die Angaben gem. Neigebaur (1860) und Ule (1889). Die Lebensdaten im Namensartikel können daher von den Lebensdaten in der Liste abweichen.